# Młodzieżowe Indywidualne Mistrzostwa Polski na Żużlu 1994
Młodzieżowe Indywidualne Mistrzostwa Polski na Żużlu 1994 – zawody żużlowe, mające na celu wyłonienie medalistów młodzieżowych indywidualnych mistrzostw Polski w sezonie 1994. Rozegrano dwa turnieje półfinałowe oraz finał, w którym zwyciężył Grzegorz Rempała.

## Finał
- Tarnów, 30 lipca 1994
- Sędzia: Ryszard Głód

| Msc. | Zawodnik               | Klub         | Pkt |              |  |
| ---- | ---------------------- | ------------ | --- | ------------ |  |
| 1    | Grzegorz Rempała       | Tarnów       | 14  | (3,3,3,3,2)  |  |
| 2    | Mirosław Cierniak      | Tarnów       | 13  | (3,3,1,3,3)  |  |
| 3    | Rafał Dobrucki         | Piła         | 12  | (2,2,3,3,2)  |  |
| 4    | Piotr Baron            | Wrocław      | 11  | (1,1,3,3,3)  |  |
| 5    | Waldemar Szuba         | Wrocław      | 10  | (t,3,2,2,3)  |  |
| 6    | Sebastian Ułamek       | Częstochowa  | 10  | (3,2,2,1,2)  |  |
| 7    | Tomasz Bajerski        | Toruń        | 9   | ,(2,2,2,2,1) |  |
| 8    | Maciej Kuciapa         | Rzeszów      | 8   | (0,2,1,2,3)  |  |
| 9    | Adam Fajfer            | Gniezno      | 7   | (2,3,d,1,1)  |  |
| 10   | Wiesław Jaguś          | Toruń        | 5   | (3,1,d,0,1)  |  |
| 11   | Marek Dera             | Gdańsk       | 4   | (1,0,3,u,0)  |  |
| 12   | Robert Flis            | Gorzów Wlkp. | 4   | (1,0,2,1,0)  |  |
| 13   | Waldemar Walczak       | Toruń        | 3   | (0,1,0,d,2)  |  |
| 14   | Jacek Kalinowski       | Gdańsk       | 3   | (1,0,0,1,1)  |  |
| 15   | Tomasz Świątkiewicz    | Toruń        | 2   | (u,1,1,–,–)  |  |
| 16   | Ireneusz Kwieciński    | Krosno       | 1   | (0,u,1,d,0)  |  |
|      | rez. Grzegorz Walasek  | Zielona Góra | 4   | (2,2)        |  |
|      | rez. Mariusz Niemczura | Kraków       | 0   | (0,0)        |  |